# Cry Me a River (canção de Justin Timberlake)
"Cry Me a River" é uma canção do cantor norte-americano Justin Timberlake, gravada para seu álbum de estreia, Justified. Foi lançada em 25 de novembro de 2002 como o segundo single do álbum. A canção venceu prêmio do Grammy na categoria de Melhor Performance Masculina Pop em 2004. Também ganhou 3 VMAs da MTV de Melhor Vídeo Masculino, Melhor Vídeo de Pop e Vídeo do Ano.

## Informação
A música é supostamente sobre o esclarecer dos fatos sobre seu romance com Britney Spears, incluindo acusações de infidelidade nas letras como, "You don't have to say what you did/I already know, I found out from him/Now there's just no chance, for you and me, there'll never be/And don't it make you sad about it." (em português: Você não precisa dizer o que você fez/Eu já sei, eu descobri através dele/Agora não há mais chances entre você e eu, nunca mais vai haver/E não fique triste por isso"). O clipe é dirigido por Francis Lawrence, que descreve exatamente a vingança sobre Britney; Ele entra na casa às escondidas, enquanto ela saiu, então vai quebrando coisas, filma ele beijando outra mulher, e observa como ela vai voltando a casa para encontrar o vídeo passando na sua televisão.
Britney criou uma resposta para Justin sobre tal acontecimento, essa música foi lançada no álbum In the Zone. A música é Everytime, na qual ela pede desculpas pelo ocorrido. Durante a gravação do videoclipe, a cantora chegou a se emocionar. As imagens podem ser vistas na versão sem cortes do clipe.

## Remixes/Versões Oficiais
- Versão do Álbum - 4:47
- Mash-Up Remix (participação de 50 Cent) - 5:13
- Remix Oficial (participação de 50 Cent) - 4:52

## Desempenho nas paradas
"Cry Me a River" alcançou a posição #3 nos U.S. Billboard Hot 100 , sendo essa música seu maior hit até SexyBack. A música também alcançou o #3 no United World chart. No Reino Unido, "Cry Me a River" ficou no #2 por duas semanas consecutivas. Na Austrália, "Cry Me a River" estreou (e alcançou) a posição #2 no ARIA singles chart.
"Cry Me a River" também foi bem executada em outros países, como na Holanda e na França chegando alcançar neles a posição #6 (foi o primeiro o single de Timberlake a entrar no Top 10 francês, também sendo o seu single de maior posição nessa parada até "What Goes Around... Comes Around" alcançando a posição #5 em 2007). Na Suécia e na Noruega ficou na posição #10 e foi sucesso no Top 20 da Nova Zelândia (#11), Finlândia (#19) e Suíça (#20).

### Posições
| tabelas (2003)                                 | Melhor posição |
| ---------------------------------------------- | -------------- |
| Austrália (ARIA)                               | 2              |
| Áustria (Ö3 Austria Top 75)                    | 29             |
| Bélgica (Ultratop 50 de Flandres)              | 7              |
| Bélgica (Ultratop 50 da Valônia)               | 5              |
| Dinamarca (Hitlisten)                          | 11             |
| Finlândia (Suomen virallinen lista)            | 19             |
| França (SNEP)                                  | 6              |
| O campo songid é OBRIGATÓRIO PARA PARADA ALEMÃ | 10             |
| Irlanda (IRMA)                                 | 6              |
| Itália (FIMI)                                  | 14             |
| Países Baixos (Single Top 100)                 | 6              |
| Nova Zelândia (Recorded Music NZ)              | 11             |
| Noruega (VG-lista)                             | 10             |
| Roménia (Romanian Top 100)                     | 16             |
| Suécia (Sverigetopplistan)                     | 10             |
| Suíça (Schweizer Hitparade)                    | 20             |
| Reino Unido (UK Singles Chart)                 | 2              |
| Estados Unidos (Billboard Hot 100)             | 3              |
| Estados Unidos (Billboard Dance Club Songs)    | 2              |
| Estados Unidos (Billboard R&B/Hip-Hop Songs)   | 11             |
| Estados Unidos (Billboard Mainstream Top 40)   | 3              |

## Covers
"Cry Me a River" foi cover de Lostprophets como lado-B do seu single de 2004, "Last Train Home" tão bem quanto Hope Kills no seu álbum One For The Saints, Two For The Sinners.
A banda britânica Ten Masked Men fez cover numa versão death metal (pode ser vista no Youtube). 50 Cent colaborou com Timberlake nos dois remixes da música. Um remix usa "The World" do álbum God's Plan de 50 Cent.
Em 2006, New Found Glory fez um cover da música para ser executada online no Yahoo Music & Pepsi Smash's com "Cover Art". O vídeo pode ser encontrado no Youtube.
Durante uma performance dos Rolling Stones no Molson Canadian Rocks for Toronto em 2003, na música "Miss You", Mick Jagger canta o refrão da música várias vezes com Timberlake (esse performance pode ser encontrada no Youtube).
O clipe também foi parodiado em 2006 no clipe "Rock This Party" de Bob Sinclar.
Glen Hansard e Colm Mac Con Iomaire da banda irlandesa, The Frames, gravou um cover, para o álbum da Today FM Even Better than the Real Thing.